# Lycium pallidum
Lycium pallidum ist eine Pflanzenart aus der Gattung der Bocksdorne (Lycium) in der Familie der Nachtschattengewächse (Solanaceae). Der Schwärmer Sagenosoma elsa ernährt sich vermutlich monophag von den Pflanzen.

## Beschreibung
Lycium pallidum ist ein 1 bis 2 m hoch werdender, dicht und verworren verzweigter Strauch, der mit Stacheln bewehrt ist. Die Laubblätter sind bereift, drüsig behaart und werden 10 bis 15 mm lang und 3 bis 15 mm breit.
Die Blüten sind zwittrig und fünfzählig. Der Kelch ist becherförmig bis glockenförmig und bläulich bereift. Die Kelchröhre wird 5 bis 8 mm lang, die Kelchzipfel sind in etwa genauso lang wie oder länger als die Kelchröhre. Die Krone ist lanzettlich bis eiförmig oder elliptisch geformt und weiß bis lavendel-purpurn gefärbt, meist jedoch grünlich mit violetten Adern. Die Kronröhre erreicht eine Länge von 12 bis 25 mm, die Länge der Kronlappen entspricht 1/5 bis 1/3 der Länge der Kronröhre. Die Staubfäden sind bis fast an den Rand der Kronröhre dicht behaart.
Die Frucht ist eine rote oder rötlich-blaue, eiförmige Beere, die einen Durchmesser von 10 mm oder weniger erreicht. Sie enthält vier bis 50 Samen.
Die Chromosomenzahl beträgt 2n = 24.

## Vorkommen
Die Art ist in Nordamerika verbreitet und kommt dort in den mexikanischen Bundesstaaten Coahuila, Nuevo León, San Luis Potosí und wahrscheinlich im nördlichen und östlichen Chihuahua, sowie in den US-amerikanischen Bundesstaaten Arizona, Kalifornien, Nevada, Utah, Colorado, New Mexico und Texas vor.

## Systematik

### Innere Systematik
Innerhalb der Art werden zwei Varietäten unterschieden:
- Lycium pallidum var. pallidum
- Lycium pallidum var. oligospermum C.L.Hitchc.

### Äußere Systematik
Molekularbiologische Untersuchungen platzieren die Art zusammen mit Lycium cooperi, Lycium macrodon, Lycium puberulum und Lycium shockleyi in eine Klade, die innerhalb der Gattung Lycium als Schwesterklade zur eigenständig geführten Gattung Grabowskia steht.

## Nachweise

### Hauptbelege
- J.S. Miller und R.A. Levin: Lycium pallidum. In: Project Lycieae